# Dăbâca
Dăbâca est une commune de Transylvanie, en Roumanie, dans le județ de Cluj. Elle est composée des villages Dăbâca, Luna de Jos et Pâglișa.

## Histoire
L'endroit a été mentionné pour la première fois en 1164 comme siège d'un comté qui a ensuite été fusionné avec un autre comté pour former le comté de Szolnok-Doboka.

## Géographie
La commune se trouve sur les rives de la rivière Lonea. Elle est située dans la partie centre-nord du comté, à une distance de 24 km  de Gherla et de 37 km  du chef-lieu du comté, Cluj-Napoca. Dăbâca est limitrophe des communes suivantes : Panticeu au nord, Cornești et Iclod à l'est, Borșa et Bonțida au sud, et Vultureni à l'ouest.
Les ruines de la forteresse de Dăbâca  se trouvent sur la colline, à une altitude de 698 m ; la forteresse était autrefois le siège du comté de Doboka.

## Données démographiques
Selon le recensement de 2002, une population totale de 1 804 personnes vivait dans cette commune. Parmi cette population, 87,91 % sont des Roumains, 7,53 % des Hongrois et 4,43 % des Roms.

## Images

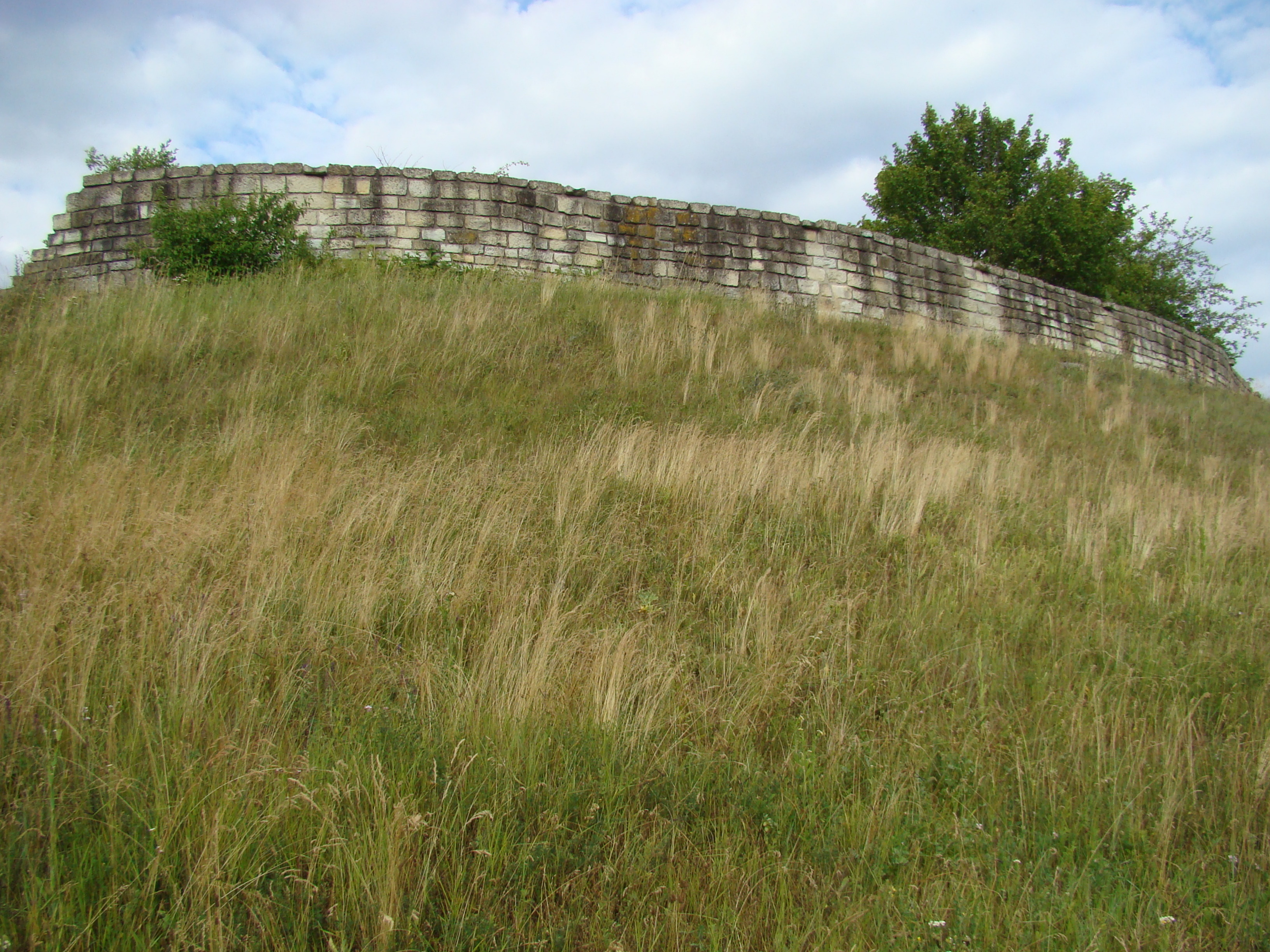
Ruines de la forteresse de Dăbâca
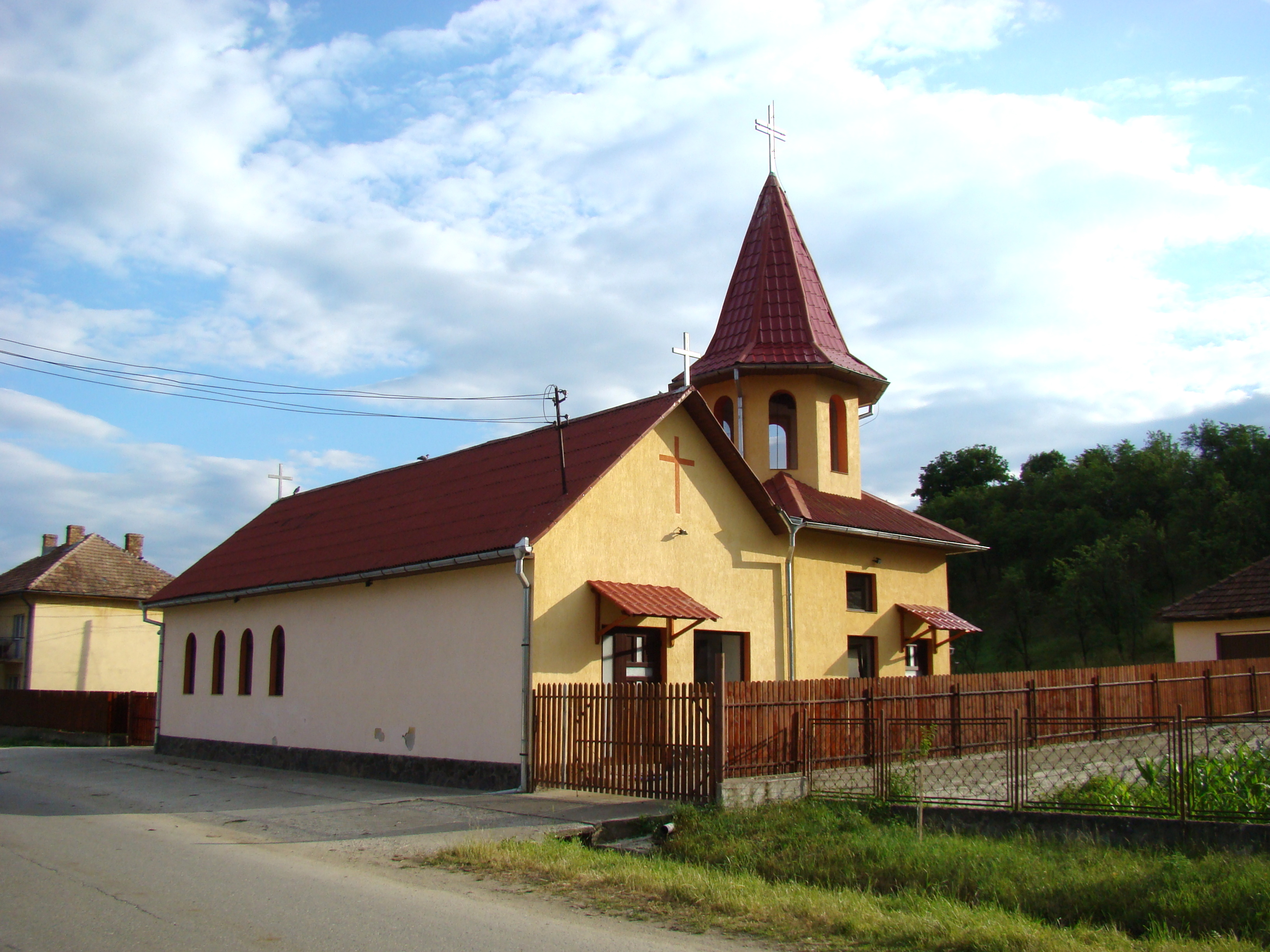
Église gréco-catholique de Dăbâca
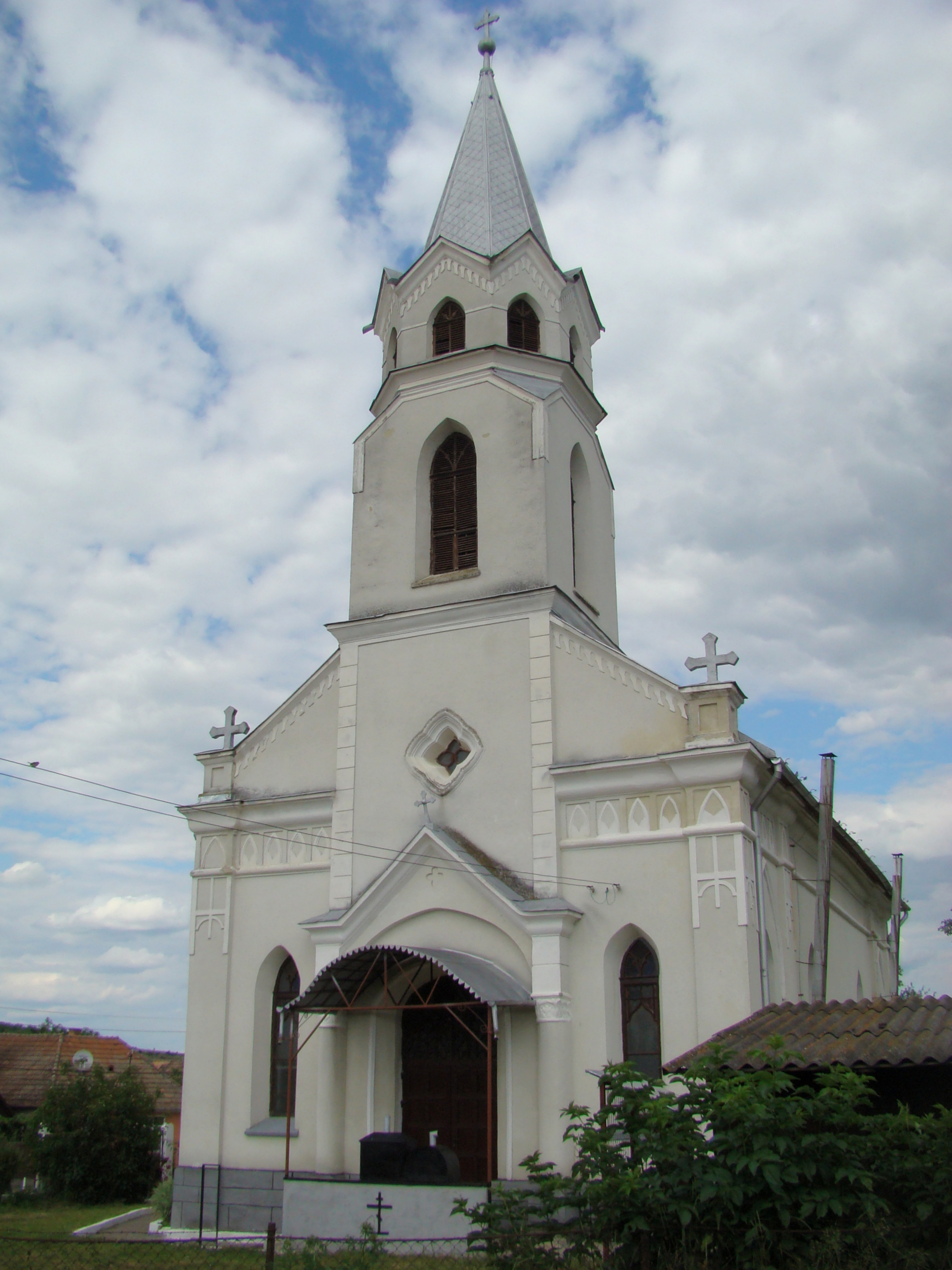
Église orthodoxe de Luna de Jos
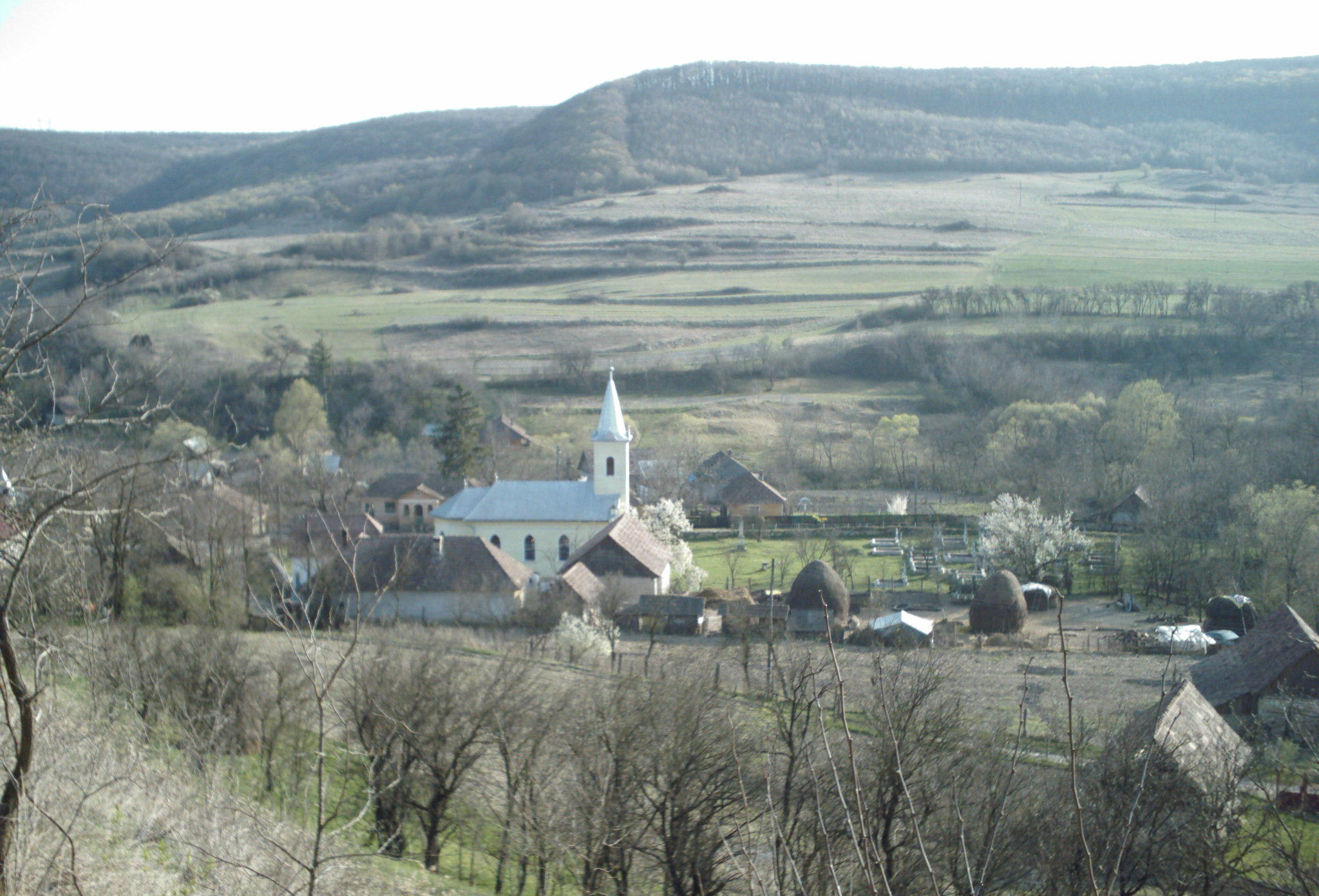
Vue panoramique de Pâglișa